# Воинские звания и знаки различия в бундесвере
Воинские звания и знаки различия в бундесвере — перечень воинских званий и знаки их различия в Вооружённых силах Федеративной Республики Германия.

## Структура званий
Звания военнослужащих в Вооружённых силах Федеративной Республики Германия (бундесвере) делятся на три категории: офицеры, унтер-офицеры и рядовые, а воинские звания офицеров разделены ещё на три подкатегории:
- генералы (адмиралы)
- старшие офицеры
- младшие офицеры

Звания унтер-офицеров разделены на две подкатегории:
- унтер-офицеры с портупеей
- унтер-офицеры без портупеи

В родах войск армии и в люфтваффе звания идентичны; унтер-офицеры и офицеры военно-морского флота, а также офицеры медицинской службы имеют другие звания.

## Военнослужащие, уволенные в запас
Звания военнослужащих, уволенных в запас, имеют дополнения a. D. или d. R. (außer Dienst или die Reserve). Если очередное звание присвоено по окончании действительной службы, то они комбинируются, например: OLt a. D. u. Hptm d. R. (Oberleutnant außer Dienst und Hauptmann der Reserve) — старший лейтенант запаса и капитан резерва.
Уволенные в запас могут подать ходатайство о разрешении на ношение формы. В этом случае они должны носить дополнительные знаки отличия (чёрно-красно-золотая буква R на погонах для армии и люфтваффе и золотая на погонах и рукавах для ВМС). Разрешается носить повседневную форму одежды и только в исключительных случаях (с разрешения начальника гарнизона) — полевую.

## Таблица званий

### Армия и авиация
Армия и люфтваффе имеют одинаковые знаки различия; они не совпадают только в следующих пунктах:
| форма одежды | армия                                                                     | люфтваффе                                    |
| ------------ | ------------------------------------------------------------------------- | -------------------------------------------- |
| полевая      | Цветной кант ниже знаков различия в зависимости от рода войск             | Крылья ниже знаков различия                  |
| повседневная | Знаки различия на сером поле с цветной каймой в зависимости от рода войск | Знаки различия на синем поле с жёлтой каймой |

| Офицеры армии / люфтваффе                   | Офицеры армии / люфтваффе | Офицеры армии / люфтваффе         | Офицеры армии / люфтваффе  | Офицеры армии / люфтваффе        | Офицеры армии / люфтваффе | Офицеры армии / люфтваффе       | Офицеры армии / люфтваффе | Офицеры армии / люфтваффе     | Офицеры армии / люфтваффе | Офицеры армии / люфтваффе   | Офицеры армии / люфтваффе | Офицеры армии / люфтваффе | Офицеры армии / люфтваффе | Офицеры армии / люфтваффе |
| ------------------------------------------- | ------------------------- | --------------------------------- | -------------------------- | -------------------------------- | ------------------------- | ------------------------------- | ------------------------- | ----------------------------- | ------------------------- | --------------------------- | ------------------------- | ------------------------- | ------------------------- | ------------------------- |
|                                             | Высшие офицеры            | Высшие офицеры                    | Высшие офицеры             | Высшие офицеры                   | Старшие офицеры           | Старшие офицеры                 | Старшие офицеры           | Младшие офицеры               | Младшие офицеры           | Младшие офицеры             | Младшие офицеры           | Подофицеры                | Подофицеры                | Курсанты                  |
| Погоны к повседневной/ полевой форме одежды |                           |                                   |                            |                                  |                           |                                 |                           |                               |                           |                             |                           |                           |                           |                           |
| Звание                                      | Генерал General           | Генерал-лейтенант Generalleutnant | Генерал-майор Generalmajor | Бригадный генерал Brigadegeneral | Оберст Oberst             | Оберст-лейтенант Oberstleutnant | Майор Major               | Штабс-гауптман Stabshauptmann | Гауптман Hauptmann        | Обер-лейтенант Oberleutnant | Лейтенант Leutnant        | Обер-фенрих Oberfähnrich  | Фенрих Fähnrich           | Фанен-юнкер Fahnenjunker  |
| Соответствующее звание вооружённых сил РФ   | Генерал армии             | Генерал-полковник                 | Генерал-лейтенант          | Генерал-майор                    | Полковник                 | Подполковник                    | Майор                     | Капитан                       | Старший лейтенант         | Лейтенант                   | Младший лейтенант         | Прапорщики                | Прапорщики                | Курсант                   |
| Код НАТО                                    | OF-9                      | OF-8                              | OF-7                       | OF-6                             | OF-5                      | OF-4                            | OF-3                      | OF-2                          | OF-2                      | OF-1                        | OF-1                      | OF(D)                     | OF(D)                     | Cadet                     |

| Унтер-офицеры армии / люфтваффе             | Унтер-офицеры армии / люфтваффе           | Унтер-офицеры армии / люфтваффе           | Унтер-офицеры армии / люфтваффе  | Унтер-офицеры армии / люфтваффе | Унтер-офицеры армии / люфтваффе | Унтер-офицеры армии / люфтваффе | Унтер-офицеры армии / люфтваффе       | Унтер-офицеры армии / люфтваффе |
|                                             | Унтер-офицеры с портупеей                 | Унтер-офицеры с портупеей                 | Унтер-офицеры с портупеей        | Унтер-офицеры с портупеей       | Унтер-офицеры с портупеей       | Унтер-офицеры с портупеей       | Унтер-офицеры без портупеи            | Унтер-офицеры без портупеи      |
| ------------------------------------------- | ----------------------------------------- | ----------------------------------------- | -------------------------------- | ------------------------------- | ------------------------------- | ------------------------------- | ------------------------------------- | ------------------------------- |
| Погоны к повседневной/ полевой форме одежды |                                           |                                           |                                  |                                 |                                 |                                 |                                       |                                 |
| Звание                                      | Обер-штабс-фельдфебель Oberstabsfeldwebel | Обер-штабс-фельдфебель Oberstabsfeldwebel | Штабс-фельдфебель Stabsfeldwebel | Гауптфельдфебель Hauptfeldwebel | Оберфельдфебель Oberfeldwebel   | Фельдфебель Feldwebel           | Штабс-Унтер-офицер Stabsunteroffizier | Унтер-офицер Unteroffizier      |
| Соответствующее звание вооружённых сил РФ   | Старший прапорщик                         | Прапорщик                                 | Старшина                         | Старший сержант                 | Сержант                         | Сержант                         | Младший сержант                       | Младший сержант                 |
| Код НАТО                                    | OR-9                                      | OR-9                                      | OR-8                             | OR-7                            | OR-6                            | OR-6                            | OR-5                                  | OR-5                            |

| Рядовой состав армии / люфтваффе            | Рядовой состав армии / люфтваффе       | Рядовой состав армии / люфтваффе | Рядовой состав армии / люфтваффе | Рядовой состав армии / люфтваффе | Рядовой состав армии / люфтваффе | Рядовой состав армии / люфтваффе |
| ------------------------------------------- | -------------------------------------- | -------------------------------- | -------------------------------- | -------------------------------- | -------------------------------- | -------------------------------- |
| Погоны к повседневной/ полевой форме одежды |                                        |                                  |                                  |                                  |                                  |                                  |
| Звание                                      | Обер-штабс-ефрейтор Oberstabsgefreiter | Штабс-ефрейтор Stabsgefreiter    | Гаупт-ефрейтор Hauptgefreiter    | Обер-ефрейтор Obergefreiter      | Ефрейтор Gefreiter               | Рядовой Soldat                   |
| Соответствующее звание вооружённых сил РФ   | Ефрейтор                               | Ефрейтор                         | Рядовой                          | Рядовой                          | Рядовой                          | Рядовой                          |
| Код НАТО                                    | OR-4                                   | OR-4                             | OR-3                             | OR-2                             | OR-2                             | OR-1                             |

### Знаки на головной уборсухопутных войск

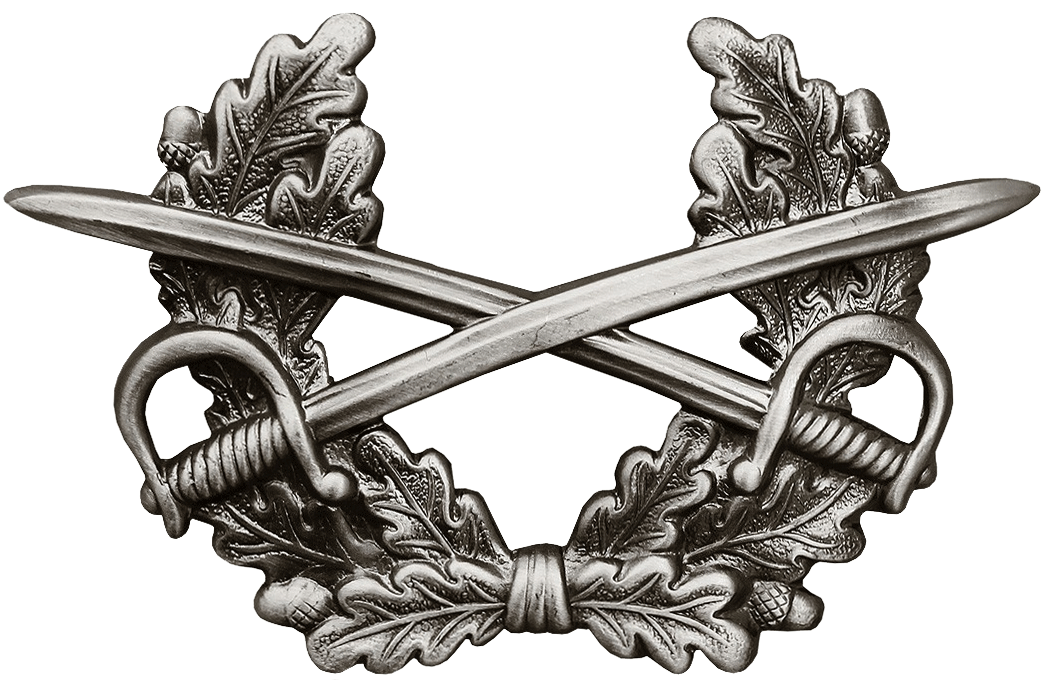
Знак на фуражку
Кокарда

### Знаки на головной уборвоенно-воздушных сил

Знак на фуражку
Кокарда

### Эмблема на головной уборЕгерские войска (моторизованная пехота)

Эмблема на берете

## Военно-морские силы

### Звания и знаки различия
|       | Адмиралы | Адмиралы    | Адмиралы     | Адмиралы          | Старшие офицеры | Старшие офицеры  | Старшие офицеры  | Младшие офицеры      | Младшие офицеры | Младшие офицеры      | Младшие офицеры  | Подофицеры  | Подофицеры | Подофицеры | Матросы            | Матросы        | Матросы        | Матросы       | Матросы   | Матросы  | Матросы | Матросы            | Матросы        | Матросы        | Матросы       | Матросы   | Матросы |
| ----- | -------- | ----------- | ------------ | ----------------- | --------------- | ---------------- | ---------------- | -------------------- | --------------- | -------------------- | ---------------- | ----------- | ---------- | ---------- | ------------------ | -------------- | -------------- | ------------- | --------- | -------- | ------- | ------------------ | -------------- | -------------- | ------------- | --------- | ------- |
| Погон | Адмирал  | Вицеадмирал | Контрадмирал | Флоттилленадмирал | Капитэн цур Зее | Фрегаттенкапитэн | Корветтенкапитэн | Штабскапитэнлёйтнант | Капитэнлёйтнант | Оберлёйтнант цур Зее | Лёйтнант цур Зее | Обер фенрих | Фенрих     | Кадет      | Оберштабсбоотсманн | Штабсбоотсманн | Гауптбоотсманн | Обербоотсманн | Боотсманн | Обермаат | Маат    | Оберштабсгефрайтер | Штабсгефрайтер | Гауптгефрайтер | Обергефрайтер | Гефрайтер | Матрозе |

### Знаки на головной уборВоенно-морских сил

Знак на фуражку
Кокарда
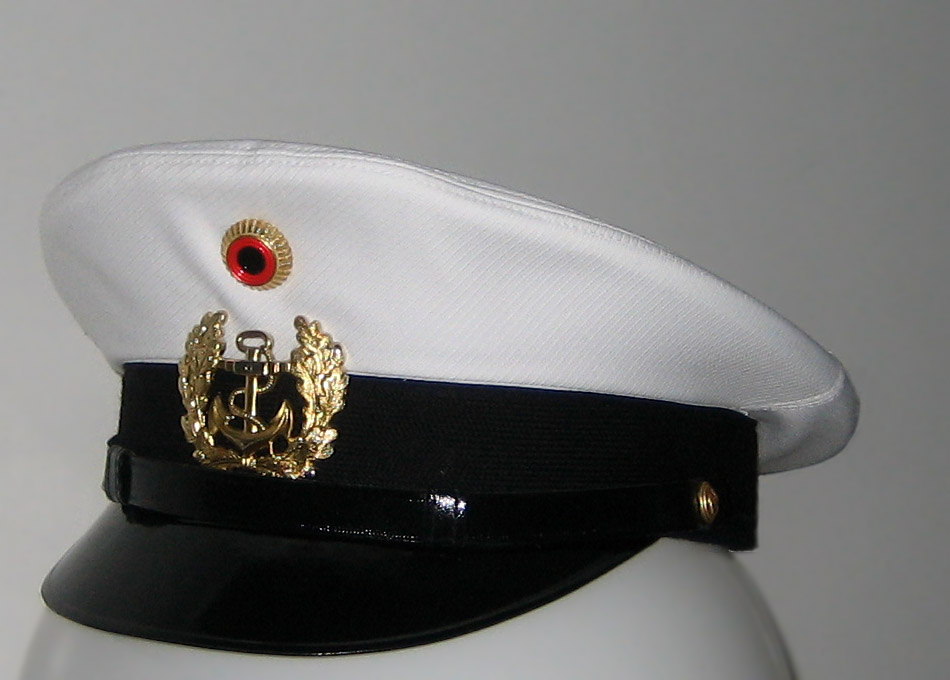
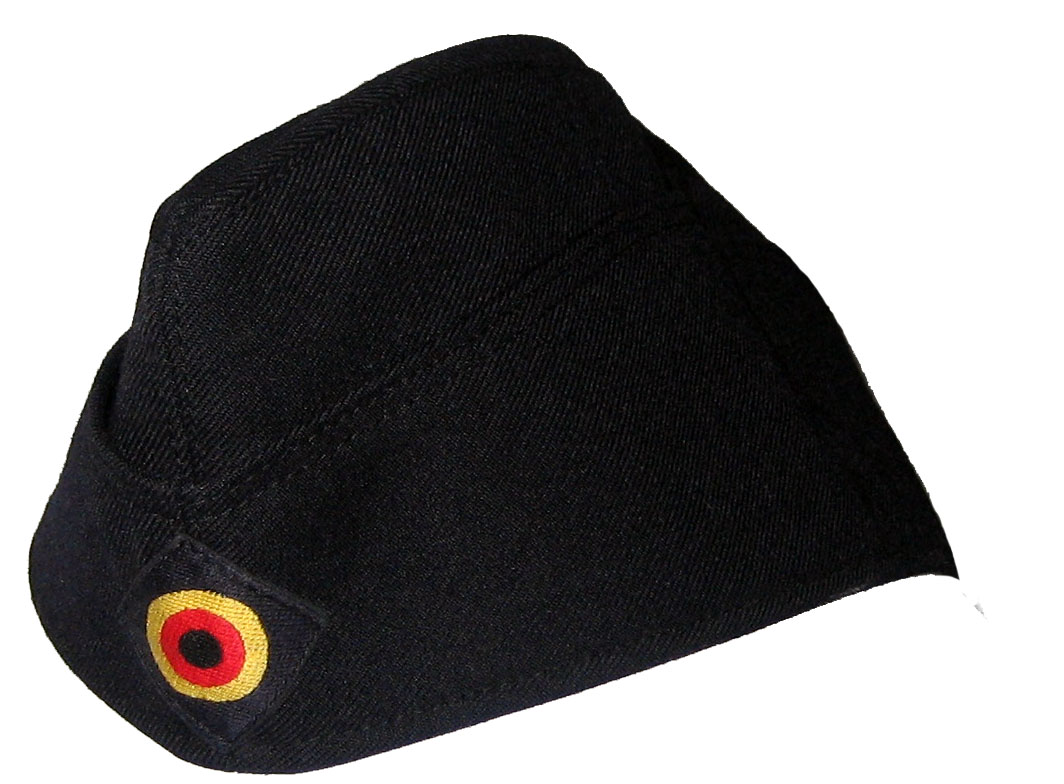

### Офицеры медицинской службы
|       | Адмиралы | Адмиралы | Адмиралы | Старшие офицеры | Старшие офицеры | Старшие офицеры | Младшие офицеры |
| ----- | -------- | -------- | -------- | --------------- | --------------- | --------------- | --------------- |
| Погон |          |          |          |                 |                 |                 |                 |

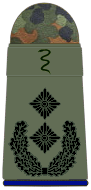
Знак различия Oberfeldveterinär

Офицеры медицинской службы имеют собственные звания, которые соответствуют званиям в армии, авиации и флоте:
Генерал-лейтенант / Вице-адмирал
- Generaloberstabsarzt
- Admiraloberstabsarzt

Генерал-майор / Контр-адмирал
- Generalstabsarzt
- Admiralstabsarzt

Бригадный генерал / Адмирал флотилии
- Generalarzt
- Admiralarzt
- Generalapotheker
- Admiralapotheker

Полковник / Капитан 1-го ранга
- Oberstarzt
- Flottenarzt
- Oberstapotheker
- Flottenapotheker
- Oberstveterinär

Подполковник / Капитан 2-го ранга
- Oberfeldarzt
- Flottillenarzt
- Oberfeldapotheker
- Flottillenapotheker
- Oberfeldveterinär

Майор / Капитан 3-го ранга
- Oberstabsarzt
- Oberstabsapotheker
- Oberstabsveterinär

Капитан /Капитан-лейтенант
- Stabsarzt
- Stabsapotheker
- Stabsveterinär

### Эмблема на головной уборМедицинской службы

Эмблема на берете